# Halosydna monensis
Halosydna monensis är en ringmaskart som beskrevs av Ernst Ferdinand Nolte 1936. Halosydna monensis ingår i släktet Halosydna och familjen Polynoidae. Inga underarter finns listade i Catalogue of Life.